# العلاقات النرويجية البيلاروسية
العلاقات النرويجية البيلاروسية هي العلاقات الثنائية التي تجمع بين النرويج وروسيا البيضاء.

## مقارنة بين البلدين
هذه مقارنة عامة ومرجعية للدولتين:
| وجه المقارنة                                              | النرويج                                                   | روسيا البيضاء                    |
| --------------------------------------------------------- | --------------------------------------------------------- | -------------------------------- |
| المساحة (كم2)                                             | 385.21 ألف                                                | 207.60 ألف                       |
| عدد السكان (نسمة)                                         | 5.33 مليون                                                | 9.50 مليون                       |
| الكثافة السكانية (ن./كم²)                                 | 13.84                                                     | 45.76                            |
| العاصمة                                                   | أوسلو                                                     | مينسك                            |
| اللغة الرسمية                                             | بوكمول، لغات السامي، نينوشك، اللغة النرويجية              | اللغة البيلاروسية، اللغة الروسية |
| العملة                                                    | كرونة نروجية                                              | روبل بلاروسي                     |
| الناتج المحلي الإجمالي (بليون دولار)                      | 398.83 مليار                                              | 54.44 مليار                      |
| الناتج المحلي الإجمالي (تعادل القوة الشرائية) بليون دولار | 322.23 مليار                                              | 168.35 مليار                     |
| الناتج المحلي الإجمالي الاسمي للفرد دولار أمريكي          | 74.40 ألف                                                 | 5.74 ألف                         |
| الناتج المحلي الإجمالي للفرد دولار أمريكي                 | 65.61 ألف                                                 | 18.18 ألف                        |
| مؤشر التنمية البشرية                                      | 0.944                                                     | 0.798                            |
| رمز المكالمات الدولي                                      | +47                                                       | +375                             |
| رمز الإنترنت                                              | .no                                                       | .by، .бел                        |
| المنطقة الزمنية                                           | ت ع م+01:00، ت ع م+02:00، توقيت وسط أوروبا، أوروبا/أوسلو ‏ | ت ع م+03:00                      |

## منظمات دولية مشتركة
يشترك البلدان في عضوية مجموعة من المنظمات الدولية، منها:
| علم المنظمة | اسم المنظمة                               | تاريخ انضمام النرويج | تاريخ انضمام روسيا البيضاء |
| ----------- | ----------------------------------------- | -------------------- | -------------------------- |
|             | اتفاقية السماوات المفتوحة                 | ?                    | ?                          |
|             | منظمة الأمن والتعاون في أوروبا            | 25 يونيو 1973        | 30 يناير 1992              |
|             | مؤسسة التمويل الدولية                     | 20 يوليو 1956        | 2 نوفمبر 1992              |
|             | منظمة حظر الأسلحة الكيميائية              | ?                    | ?                          |
|             | الأمم المتحدة                             | 27 نوفمبر 1945       | 24 أكتوبر 1945             |
|             | الاتحاد الدولي للاتصالات                  | 1866                 | 7 مايو 1947                |
|             | منظمة الشرطة الجنائية الدولية             | ?                    | ?                          |
|             | البنك الدولي للإنشاء والتعمير             | 27 ديسمبر 1945       | 10 يوليو 1992              |
|             | الاتحاد البريدي العالمي                   | ?                    | ?                          |
|             | المركز الدولي لتسوية المنازعات الاستشارية | 15 سبتمبر 1967       | 9 أغسطس 1992               |
|             | وكالة ضمان الاستثمار متعدد الأطراف        | 9 أغسطس 1989         | 3 ديسمبر 1992              |
|             | يونسكو                                    | 4 نوفمبر 1946        | 12 مايو 1954               |
|             | مجموعة الموردين النوويين                  | ?                    | ?                          |

## وصلات خارجية
- موقع وزارة الخارجية النرويجية
- موقع وزارة الخارجية البيلاروسية